# Gyagyás nyomozás
A Gyagyás nyomozás (eredeti cím angolul: Who’s Harry Crumb?) 1989-ben bemutatott bűnügyi komédia. A címszerepben John Candy látható. A film rendezője Paul Flaherty.
A történet egy időnként ügyefogyott, máskor zseniális magándetektív, Harry Crumb körül forog, aki egy emberrablási ügyet göngyölít fel.

## Cselekménye
Jennifer Downing divatmodellt, a milliomos P.J. Downing nagyobbik lányát kloroformmal elkábítják és elrabolják, miközben egy szépségszalonban iszappakolást végeznek rajta.
Az apa Eliot Draisenhez, a család jó ismerőséhez fordul, aki a nemzedékek óta fennálló Crumb&Crumb nyomozótársaság elnöke.
Eliot eleinte habozik, hogy melyik nyomozóra bízza az ügyet (később kiderül, azért, mert ő szervezte meg az emberrablást), majd azt mondja Downingnak, hogy a legjobb nyomozót állítja rá az ügyre, aki nem más, mint az iroda alapítóinak utolsó leszármazottja, Harry Crumb (John Candy). Eliot dicséri Harry képességeit, de titokban arra számít, hogy Harry szokás szerint elkutyulja az ügyet, ő pedig megússza a dolgot.
Crumb a cég tulsai kirendeltségén dolgozik egy megfigyeléses ügyön, de a szokásos módon elszúrja a dolgot, mert nem a célszemélyt, hanem a megbízója szerelmi légyottját fényképezi le. 
Harry távolsági busszal érkezik a cég központjába, Los Angelesbe. Hamarosan felkeresi otthonában a lesújtott apát, P.J. Downingot, majd kopaszon, feltűnő kék ruhában a Suki's szépségszalonba megy, ahol a rablás történt (a szalon felirata: Suki's Hungarian Salon – Beverly Hills – Budapest). Itt magyarként mutatkozik be, „Dezső Diós” néven, aki a cég alelnökeként minőség.ellenőrzést végez. Az iszapkezelést végző hölggyel (és egy kezelés alatt álló pácienssel) rekonstruálja a rabláskor történteket.
A nyomozásban ezek után végig Jennifer húga, Nikki segít Harrynak.
Crumb észreveszi, hogy Nikki mostohaanyja, Helen Downing és teniszedzője, Vince Barnes között túl bizalmas a viszony, és azt feltételezi, hogy az asszony van az emberrablás mögött.
Helen és Vince megpróbálják megölni Helen férjét, P.J. Downingot, mert a nő meg akarja örökölni a férfi vagyonát. Ezért Vince Barnes megbuherálja Downing sportkocsiját, hogy egy idő után ne fogjon a fék, azonban az autót kölcsönkéri Harry Crumb, és Nikki is vele tart. Helen Downing és Vince Barnes előttük haladnak a hegyi úton, hogy lássák a hatást, azonban az autó nem fut le az útról, hanem egy fának ütközve megáll.
Harry (Indiából származó légkondicionáló-szerelőnek álcázva) megkeresi Vince Barnes lakását és a szellőzőn át a szobájáig hatol, hogy kihallgathassa. Helen is éppen nála van. Eliot Draisen telefonon felhívja Barnest, és elváltoztatott hangon közli vele, hogy a teniszklubban várja egy ügyfél, így Barnes távozik, Draisen pedig felmegy a nőhöz.
Harry próbálja kihallgatni őket, de Draisen felhangosítja a tévét, amiben egy fekete-fehér film megy. Harry a filmbeli szereplők beszélgetését hallja, ebben elhangzik, hogy Buenos Airesbe fognak utazni, „ha az ügy lezárul”.
Draisen az emberrablók nevében újságból kivágott betűkből álló levelet állít össze, amiben 10 millió dollárt követel a lányért cserébe. Helen gőz fölött kibontja a borítékot, és a pénteki határidőt átjavítja „hétfő”-re.
Az apa hajlandó kifizetni a váltságdíjat. A pénzt egy fém bőröndbe teszik. Casey rendőrnyomozó azt javasolja, hogy a bőröndbe tegyenek nyomkövetőt, ami 5 km-es körzetben követhetővé teszi, így az emberrablók nyomára bukkannak. Sajátos módon ezen a megbeszélésen az összes szereplő jelen van, így valamennyien tudomást szereznek a dologról. 
Harry, ezúttal zsokénak öltözve a lóversenypályára megy, mert az emberrablóknak egy itteni telefonfülkében kell hagynia a pénzt. Ide is Draisen telefonál, és elváltoztatott hangon közli vele, hogy „adja át a pénzt Eliot Draisennek”,  majd személyesen is megjelenik és némi erőszakkal elveszi Harrytól a pénzzel teli táskát, aki beszorul a zsokék számára fenntartott, kis méretű telefonfülkébe, innen magától nem tud kiszabadulni, csak három zsoké segítségével. 
A pénzt az eredeti fémtáskában Eliot Draisen magával viszi, őt Helen Downing és Vince Barnes követik kocsival, valamint távolabbról a rendőrség. Azonban Eliot útközben kihajítja a nyomkövetőt, a pénzt pedig átrakja egy másik bőröndbe, majd a fémbőröndöt feltűnően bedobja egy konténerbe. Helen és Vince odarohannak, de csak az üres bőröndöt találják meg, a rendőrség pedig nem tudta követni a pénzt a nyomkövető tönkremenetele miatt.
Draisen a repülőtérre menekül a táska pénzzel és felhívja Helent, aki, amikor meghallja, hogy a férfinál van a pénz, azonnal vele akar menni Buenos Airesbe. Azonban Barnes is megjelenik fegyverrel, és miután elveszi a pénzt Draisentől, Helen neki segítve megkötözi Draisent és egy karbantartó helyiségben hagyják.
Harry Crumb a telefonfülkéből kiszabadulva a repülőtérre rohan Nikkivel, ahol Helen Downing és Vince Barnes gépe már a kifutópályán gurul, azonban Harry utoléri a gépet egy beszálláshoz használt lépcsővel, amit Nikki vezet. A gépen letartóztatja Helent és Vince-t. Ez utóbbi fegyvert fog rá, de Harry figyelmezteti, hogy ő fekete öves aikidós, és két lerúgott cipőjével ártalmatlanná teszi.
Jennifer kiszabadul a fogságból, Crumb és a rendőrség megtalálják Draisent is, akit letartóztatnak. 
Downingék nagyvonalú tiszteletdíjával elégedetten (és Draisen hiányában) Crumb átveszi a cég irányítását, mint annak elnöke. Cégadminisztrációs döntések után azonnal telefonhívást kap San Franciscóból, ahol a Bottoms Up klubban gyilkosság történt. Harry feltűnő, lila színű női ruhába öltözve azonnal elindul.

## Szereposztás
- John Candy – Harry Crumb magándetektív (Csuja Imre)
- Jeffrey Jones – Eliot Draisen, a Crumb&Crumb nyomozótársaság elnöke (?)
- Annie Potts – Helen Downing, Downing második felesége (a lányok mostohája) (Andresz Kati)
- Tim Thomerson – Vince Barnes, Helen Downing teniszedzője (Rosta Sándor)
- Barry Corbin – P.J. Downing, az áldozat apja, milliomos (Papp János)
- Shawnee Smith – Nikki Downing, Harry Crumb alkalmi segítője, Jennifer húga (Mezei Kitty)
- Renee Coleman – Jennifer Downing, az elrabolt nő (?)
- Valri Bromfield – Casey rendőrnyomozó (?)
- Doug Steckler – Dwayne (Szinovál Gyula)
- James Belushi – (kameo megjelenés, a buszon együtt utazik Harry Crumbbal – nincs a stáblistában) (?)

## Érdekesség
- A házban, ahol Vincent Barnes lakik, a neve alatt a sorban a Philip Flaherty név áll.
- Harry Crumb képes szájról olvasni.
- Harry Crumb koponyájába egy fémlap van beépítve egy régi baleset miatt. Ez a repülőtéren kellemetlenséget okoz neki a fémdetektornál.
- P. J. Downing autója (amit Harry kölcsönkér) egy 1936-os Auburn 851 Speedster.

## Fordítás
Ez a szócikk részben vagy egészben  a   Who's Harry Crumb? című angol Wikipédia-szócikk ezen változatának fordításán alapul.  Az eredeti cikk szerkesztőit annak laptörténete sorolja fel. Ez a jelzés csupán a megfogalmazás eredetét és a szerzői jogokat jelzi, nem szolgál a cikkben szereplő információk forrásmegjelöléseként.